# Vaisheshika
Das Vaisheshika (IAST: Vaiśeṣika; Sanskrit: n., वैशेषिक) ist eines der sechs klassischen Systeme der indischen Philosophie. Als Begründer der Überlieferung gilt Kanada, der die Vaisheshika-Sutras verfasst haben soll. Die Zeitspanne des Vaisheshika umfasst die ersten vorchristlichen Jahrhunderte bis etwa 700 n. Chr. Es handelt sich um eine naturphilosophische Lehre, deren Anliegen die Erfassung der natürlichen Phänomene war.

## Elementenlehre
In seiner Elementenlehre geht das Vaisheshika von fünf Elementen aus: Erde (prithivi), Wasser (apa), Feuer (teja), Luft (vayu) und Äther (akasha). Diese Elemente werden durch bestimmte Eigenschaften gekennzeichnet. Die Erde durch Festigkeit, das Wasser durch Flüssigkeit, das Feuer durch Hitze und die Luft durch Beweglichkeit. Daneben besitzen die Elemente eine zweite Reihe von Eigenschaften, welche die Gegenstände der Sinneswahrnehmungen bilden: Form (rupa), Geschmack (rasa), Geruch (gandha), Berührung (sparsha) und Ton (shabda). Erde hat „Form, Geschmack, Geruch und Berührung“. Wasser hat „Form, Geschmack und Berührung“. Feuer hat „Form und Berührung“. Luft hat nur „Berührung“ (Wind). Der Gegenstand des fünften Sinnes, der „Ton“, hat zum Träger das fünfte Element, den Äther, der nur diese Eigenschaft besitzt. Die übrigen Eigenschaften sind im Äther nicht enthalten. Da der Ton sich überall hin verbreitet, nahm man an, dass der Äther alldurchdringend ist.
Man versuchte die Welt der Erscheinungen zu kategorisieren, indem man zu allen Eigenschaften Listen erstellte. So wurden z. B. sechs Arten des Geschmacks (rasa) angenommen: süß, sauer, salzig, bitter, scharf und herb. Umfangreicher waren die Listen für die Eigenschaften Berührung und Form. Größere Schwierigkeiten bereiteten Licht und Schatten. Allmählich setzte sich die Erkenntnis durch, dass der Schatten nichts anderes ist als das Fehlen von Licht.
Der Mensch besteht nach Auffassung des Vaisheshika aus einem Leib und einer Seele. Die Seele selbst ist der Träger der geistigen Persönlichkeit und sie ist es auch, welche beim Tode von einer Verkörperung in die andere übergeht. Die Seele ist auch der Träger des psychischen Geschehens. Einen feinstofflichen Leib kennt das Vaisheshika nicht. Neben der Seele gibt es nur den groben Körper. Dieser besteht aus Erde. Erde ist das Element, das die meisten, nämlich vier Eigenschaften umfasst. Das Vaisheshika zeigte von frühester Zeit an eine Abneigung gegen die Annahme einer Mischung der Elemente. Die Pflanzen zählte man nicht zu den Lebewesen. Als Wesen, welche die Welt bevölkern, wurden Götter, Menschen und Tiere genannt (mit den Göttern beschäftigte man sich jedoch nur am Rande).

## Atomlehre
Eine der bemerkenswertesten Lehren, die das Vaisheshika hervorgebracht hat, ist die Atomlehre: „Wenn man etwas teilt, so geht diese Zerlegung bis zum Atom. Und zwar spricht man vom Atom (paramanu, d. h. äußerst klein), weil die Reihenfolge von immer Kleinerem bei der Teilung hier ein Ende hat, da es nichts Kleineres mehr gibt. Wenn wir einen Erdklumpen in seine Teile zerlegen, so wird das Folgende immer kleiner.“ Die Atome sind der Gestalt nach gleich. Dabei besitzen sie bestimmte Eigenschaften, nämlich die charakteristischen Eigenschaften des jeweiligen Elements.
Alles Geschehen beruht auf Bewegung, auf Stoß und Gegenstoß, die von ewigen Naturkräften verursacht werden. Es ist die Bewegung, welche die Atome zusammenführt und die Dinge entstehen lässt. Und es ist wieder Bewegung, welche den Zusammenhalt der so vereinigten Atome sprengt und die Dinge vernichtet.

## Seelenvorstellungen
Im Hinblick auf die Betrachtung der Seele machte das Vaisheshika eine Entwicklung durch. Die Lehre von einer Weltseele war ihm anfangs fremd, hingegen wurden zahlreiche Einzelseelen angenommen. Während in der frühen Phase die Seelen als grundsätzlich gleichwertige Faktoren beim Aufbau der Erscheinungswelt betrachtet wurden, hatte man sie später als etwas wesentlich Verschiedenes erkannt. An Stelle der im Wesenskreislauf wandernden körpergroßen Seelen war die Vorstellung von ihrer unendlichen Größe und ewigen Unbewegtheit getreten. Nachdem die Eigenschaften ihre feste Verbindung mit der Seele verloren hatten, ähnelte die Seelenvorstellung des Vaisheshika immer mehr der von Atman in den Upanishaden, ohne jedoch deren Vorstellungen von Erlösung (Moksha) zu übernehmen.

## Kategorienlehre
Die Kategorienlehre stellt den wichtigsten Teil des Vaisheshika dar und baut auf der älteren Elementenlehre auf. Das orthodoxe Vaisheshika-System, wie es Prashastapada (6. Jahrhundert n. Chr.) darstellt, kennt sechs Kategorien: Substanz, Eigenschaft, Bewegung, Gemeinsamkeit, Besonderheit und Inhärenz. Allen diesen Kategorien sind drei Merkmale gemeinsam, das Vorhandensein (Astitvam), die Erkennbarkeit (Jneyatvam) und die Benennbarkeit (Abhidheyatvam). Diese Kategorien sind keine eigenständigen Wesenheiten, sondern verschiedene Formen des Seins, welche nur in Verbindung miteinander möglich sind. Dabei stellen die Substanzen die Träger dar, alle anderen Kategorien haften an den Substanzen. Es gibt neun Substanzen:
a) die Elemente Erde, Wasser, Feuer und Luft. Diese sind ewig soweit sie aus Atomen bestehen
b) Äther, Raum und Zeit gelten als alldurchdringend, ewig und sind je eins.
c) die Seelen, es gibt zwei Arten von Seelen, eine allwissende Seele d. h. Gott und eine große Zahl individueller Seelen. 
d) Manas, das Denkorgan, wird als atomklein und in ebenso großer Zahl wie die Seelen angenommen, da zu jeder Seele ein Manas gehört, das die Verbindung zwischen der Seele und der Außenwelt herstellt.

## Theismus
Die Idee eines Ishvara, eines Weltenherrschers, wird in den Sutras des Kanada nicht ausdrücklich genannt. Es gibt Stellen, die nach Meinung von Kommentatoren, von ihm als dem Urheber des Veda handeln. Die sittliche Weltordnung und der durch sie bedingte gesetzmäßige Verlauf des Weltprozesses scheinen sich für Kanada jedoch einzig und allein durch die fortschreitende Kraft der guten und bösen Werke (adrishta) zu erklären. Da es zu den Sutras keinen Kommentar gibt, kann man nur vermuten, dass die Annahme eines Weltenherrschers dem religiösen Empfinden des Einzelnen überlassen wurde. In einer späteren Erläuterungsschrift des Prashastapada (vermutlich 5. Jahrhundert) wird erstmals in diesem System der große Weltenherr (Maheshvara) genannt, der die periodische Schöpfung und Zerstörung der Welt in Gang setzt. Die Kommentatoren zu Prashastapadas Buch, Udayana und Shridhara, vertraten den Theismus, worin ihnen auch alle späteren Kommentatoren folgten.